# Vioolsonate nr. 5 (Beethoven)

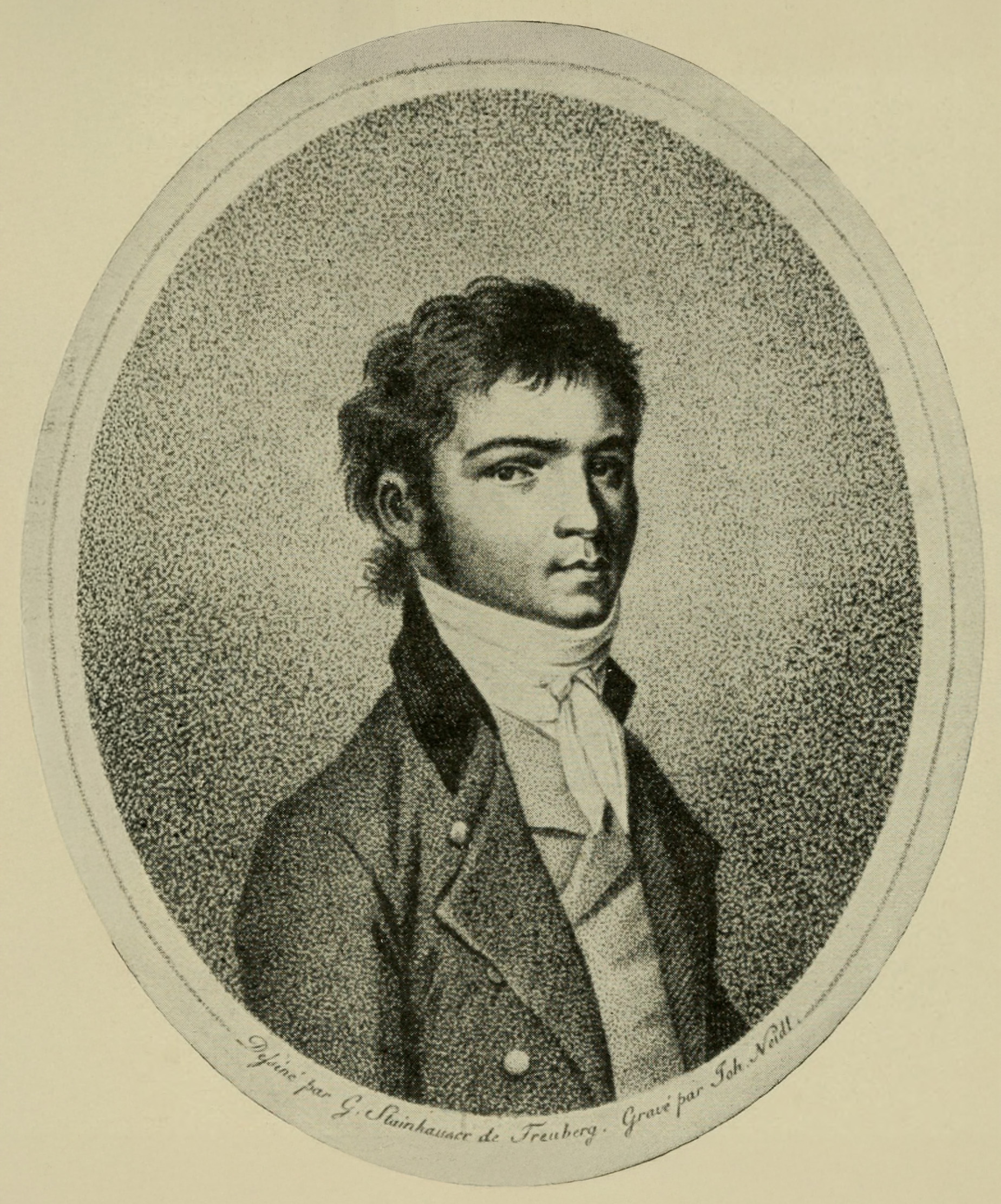
Het vroegst bekende portret van Beethoven; een gravure uit 1801 van Johann Joseph Neidl, naar een verloren gegaan portret door Gandolph Ernst Stainhauser von Treuberg, uit ongeveer 1800

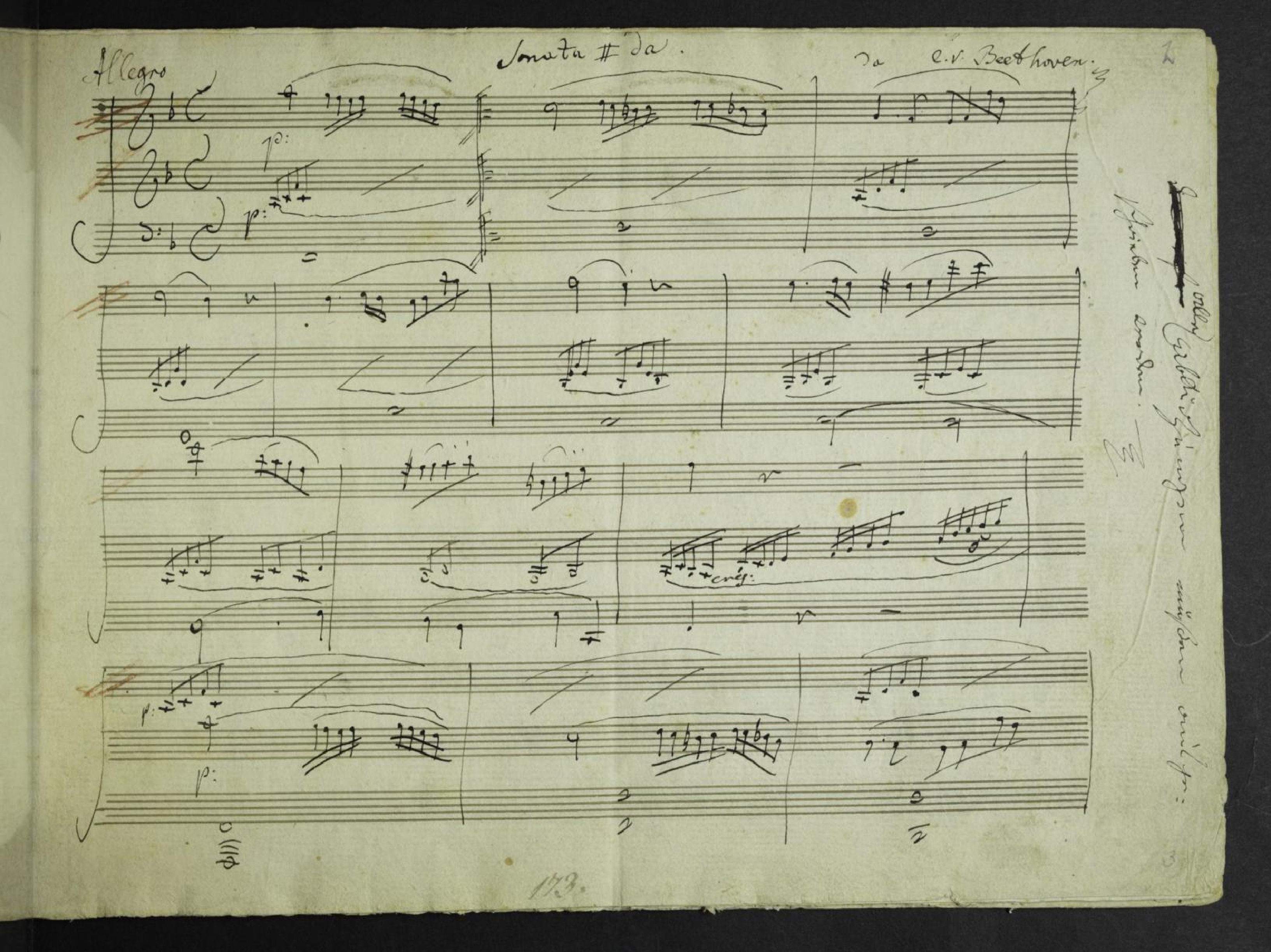
Eerste pagina van de autograaf

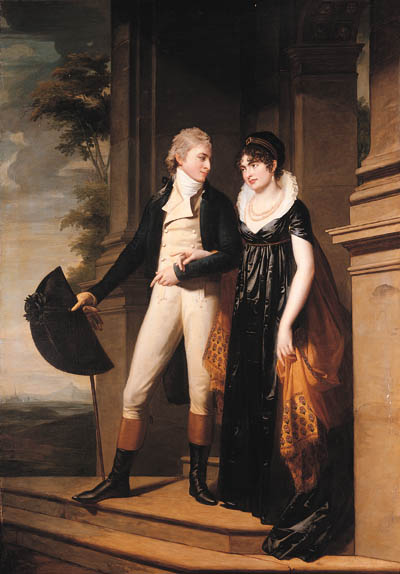
Graaf Moritz Christian Johann von Fries, aan wie Beethoven de sonate opdroeg, en zijn vrouw, omstreeks 1801 geschilderd door Jean-Laurent Mosnier.

De Vioolsonate nr. 5 opus 24 van Ludwig van Beethoven, bijgenaamd de Frühlingssonate, is een vierdelige sonate voor piano en viool in F-groot.

## Achtergrond
Het werk werd gecomponeerd in 1800-1801 en voor het eerst gepubliceerd in het voorjaar van 1802 door muziekuitgeverij T. Mollo & Co. in Wenen. De sonate is opgedragen aan Reichsgraf Moritz Christian Johann von Fries (1777–1826), aan wie Beethoven meer werken opdroeg. De autograaf van de eerste drie delen is bewaard gebleven en bevindt zich in de Österreichische Nationalbibliothek in Wenen. Naar de toenmalige gewoonte, ook gevolgd door Mozart in zijn vioolsonates, is de sonate gecomponeerd "voor piano en viool", in die volgorde. 
Aanvankelijk wilde Beethoven de vijfde vioolsonate samen met de vierde vioolsonate (in a-klein, opus 23), die ook aan graaf Moritz von Fries werd opgedragen, uitgeven. Beide werken contrasteren met elkaar in toonsoort en karakter, en vullen elkaar zo aan. Uiteindelijk zijn ze, om onduidelijke redenen, met aparte opusnummers uitgegeven. De titel Frühlingssonate (Lentesonate) dateert van later, is niet door Beethoven bedacht en verwijst naar het karakter van het stuk.
Van de tien vioolsonates die Beethoven in de jaren 1798-1812 componeerde, is deze sonate, samen met nummer 9 (de Kreutzersonate), het meest gespeeld en opgenomen.

## Structuur
De sonate bestaat uit de klassieke vier delen:
1. I. Allegro
2. II. Adagio molto espressivo
3. III. Scherzo: Allegro molto
4. IV. Rondo: Allegro ma non troppo

De sonate duurt ongeveer 22 minuten.